# دزد عشق
دزد عشق فیلمی به کارگردانی اسماعیل کوشان محصول سال ۱۳۳۱ است.

## خلاصه داستان
مجید که اطلاعاتی در زمینهٔ موسیقی دارد وقتی از بیکاری به تنگ می‌آید به عنوان معلم موسیقی وارد خانوادهٔ اعیان الملک می‌شود و این زمانیست که آن‌ها انتظار دامادی را می‌کشند که در واقع متقلبی بیش نیست و قصد دارد با ازدواج با دختر ثروت خانواده را به چنگ آورد؛ ولی اشتباهی که با ورود مجید پیش می‌آید حوادث خنده آوری سبب شده و سرانجام واقعیت آشکار می‌شود.